# Arquivos Brasileiros de Oftalmologia
Arquivos Brasileiros de Oftalmologia (skrót: ABO, Arq Bras Oftalmol) – brazylijskie, anglojęzyczne czasopismo okulistyczne wydawane od 1938. Oficjalny organ Conselho Brasileiro de Oftalmologia. Dwumiesięcznik.
Periodyk jest kontynuacją wydawanego w latach 1931-1937 tytułu „Revista de Oftalmologia de São Paulo".
Czasopismo jest recenzowane i publikuje w otwartym dostępie na licencji Creative Commons (CC BY). Akceptowane do publikacji są artykuły oryginalne, prace przeglądowe, opisy przypadków oraz listy do redakcji z zakresu okulistycznych badań klinicznych, epidemiologicznych, eksperymentalnych (laboratoryjnych) oraz teoretycznych. Redaktorem naczelnym czasopisma jest od stycznia 2017 roku prof. Eduardo Melani Rocha związany z Universidade de São Paulo.
Pismo ma wskaźnik cytowań wynoszący 0,859 (2018). W międzynarodowym rankingu SCImago Journal Rank (SJR) mierzącym wpływ i znaczenie poszczególnych czasopism naukowych „Arquivos Brasileiros de Oftalmologia" zostało sklasyfikowane w 2018 na 67. miejscu wśród czasopism okulistycznych. W polskich wykazach czasopism punktowanych przez Ministerstwo Nauki i Szkolnictwa Wyższego czasopismo otrzymało kolejno: 15 pkt (2013-2016) oraz 40 pkt (2019).
Czasopismo jest indeksowane m.in. w: DOAJ, Scielo, Latindex, Embase, bazie PubMed oraz w Scopusie.